# Baronía de Vostitsa
La Baronía de Vostitsa fue un feudo medieval franco del Principado de Acaya, localizado en la costa norte de la península del Peloponeso en Grecia, y centrado en la ciudad de Vostitsa (en griego: Βοστίτζα; francés: La Vostice; italiano: Lagostica; la actual Egio).

## Historia
La Baronía de Vostitsa fue establecida alrededor de 1209, después de la conquista del Peloponeso por los cruzados, y fue una de las doce baronías seculares originales dentro del Principado de Acaya. La baronía, con ocho feudos concedidos, fue dada a Hugo I de Charpigny. El origen y el nombre de la familia no están claras, debido a los diferentes testimonios de su nombre en la fuente principal, las distintas versiones de la Crónica de Morea. La versión griega da su apellido como «de Lele», que ha sido interpretado comúnmente como una corrupción de «de Lille», y afirma que Hugo adoptó después el apellido «de Charpigny»; mientras que la versión aragonesa de la Crónica menciona que el primer barón fue Guido, que Hugo era su hijo, llamado «Cherpini» en honor por el pueblo griego donde nació (que algunos autores identifican con Kerpini), y «Lello» era el nombre de una fortaleza construida en los dominios de la familia en Laconia (posiblemente Helo); para complicar aún más el asunto, el topónimo "Charpigny" no es atestiguado en la Francia contemporánea.
Con el establecimiento de la provincia bizantina de Mistrá en la década de 1260, y las guerras posteriores que vieron gran parte del Peloponeso invadida por los griegos bizantinos, para alrededor de 1320 Vostitsa, junto con Chalandritsa y Patras, fueron las únicas sobrevivientes de los doce baronías originales, que estaban todavía en manos latinas. Los Charpignys mantuvieron la baronía hasta principios del siglo XIV, cuando la línea directa masculina se extinguió (en algún momento antes de 1316). El príncipe de Acaya, Luis de Borgoña, casó a la heredera de la baronía con Dreux de Charny, que también recibió la baronía de la familia de Nivelet. La historia de la familia del clan Charpigny-Charny es entre oscuro 1316 y 1356. El hermano de Dreux, Godofredo, es atestiguado, pero no parece haber heredado tierra alguna. Sin embargo, en 1327 la señora Inés, hija de un tal Godofredo de Charpigny (según Karl Hopf, que pensaba que era el hijo de Hugo II), es mencionada como entrando en posesión de su «herencia materna», y fue Guillemette de Charny, la (supuesta) hija de Godofredo de Charny, que sucedió en las dos baronías junto con su esposo, Felipe de Jonvelle (se casó en 1344). Varias sugerencias se han hecho para simplificar el árbol genealógico, por lo cual Inés era la esposa no identificada de Dreux de Charny, con Guillemette como su hermana. Según R.-J. Loenertz, estos problemas genealógicas han sido creados por algunos lapsus en la obra de Du Cange Histoire de l’Empire de Constantinople sous les empereurs français, complicado por el hábito de Hopf para presentar sus propias (a veces gratuitos o infundados) hipótesis como hechos. Inés de Charpigny, la hija y heredera de Hugo II de Charpigny, que después habría sido la esposa de Dreux de Charny, y la madre de su hija Guillemette, la esposa de Felipe de Jonvelle.
En 1359, los derechos de ambas baronías fueron comprados de Guillemette y Felipe por María de Borbón, que los vendió a Nerio I Acciaioli en 1363. La baronía fue capturada alrededor de 1380 por la Compañía navarra, y mantenido a partir de entonces. En 1391 Vostitsa estaba en manos de Pedro de San Superano, que se convirtió en príncipe de Acaya en 1395. Vostitza pasó a formar parte del dominio principesco, y a la muerte de San Superano pasó a la nueva línea principesca, los Zaccaria, hasta 1428, cuando se perdió bajo el déspota griego de Morea, Teodoro II Paleólogo, que después la pasó a su hermano, Constantino.

## Barones de Vostitsa
Según A. Bon:
- Hugo I de Charpigny, alrededor de 1209-mediados del siglo XIII
- Guido de Charpigny, mediados del siglo XIII-1295
- Hugo II de Charpigny, 1295-después de 1304/antes de 1316
- Hija desconocida de Hugo II, con su esposo Dreux de Charny, 1316-desconocido
- Inés (¿?) 1326 – desconocido
- Guillemette de Charny, con su esposo Felipe de Jonvelle, antes de 1344-1359
- María de Borbón, 1359-1363
- Nerio I Acciaioli, 1363-desconocido (de facto hasta alrededor de 1380)
- Pedro Bordo de San Superano, antes de 1391-1402
- María II Zaccaria, 1402-1404
- Centurión II Zaccaria, 1404-1428